# Миссионерский приход Георгия Победоносца (Сент-Джорджес)
Миссионерский приход святого великомученика Георгия Победоносца — религиозная организация Восточно-американской епархии Русской православной церкви заграницей (РПЦЗ) в столице Гренады городе Сент-Джорджес. Первый и единственный храм РПЦЗ в стране.

## История
Обращение от православных христиан Гренады о создании в стране прихода поступило на имя митрополита митрополита Восточно-Американского и Нью-Йоркского Илариона (Капрала) 10 февраля 2019 года. 19 мая того же года в Нью-Йорке в Синодальном Знаменском соборе митрополит Иларион рукоположил иеродиакона Амвросия (Ситало), выпускника Коломенской духовной семинарии, в иереи для развития миссии, которая уже существовала в стране. Ее основал ранее руководитель Миссионерского движения в честь святого пророка Даниила священник Георгий Максимов.
Богослужения в приходе проводятся на английском и арабском (для мигрантов из Сирии) языках. По оценке епархии, православное население острова насчитывает около 100 человек, первые из которых были приехавшими в 1970-е годы сирийскии эмигрантами, а также русских, греков, украинцев и крещеных в православии местных жителей.